# 소년 탐정단 (명탐정 코난)
소년 탐정단(일본어: 少年探偵団)은 아오야마 고쇼의 추리만화 명탐정 코난에서 나오는 아이들로 구성된 탐정단이다.
한국어 더빙판에서는 어린이 탐정단으로, 영어 더빙판에서는 Junior Detective League로 나온다.

## 구성과 유래
테이탄 초등학교 1학년 B반의 에도가와 코난이 단장이며, 츠부라야 미츠히코, 요시다 아유미, 코지마 겐타으로 구성된 탐정단이며, 후에 하이바라 아이가 사실상 멤버로 가세한다. 캠핑하러 나갈 때는 아가사 박사가 탐정단을 인솔한다. 후에 1학년 B반 담임인 코바야시 선생이 소년 탐정단의 자문을 맡는다.
소년 탐정단의 유래는 셜록 홈즈가 조직 한 소년 탐정단 베이커 거리의 유격단(Baker Street Irregulars)과 에도가와 란포의 소설 소년 탐정단 시리즈의 소년 탐정단이다. 소년 탐정단 시리즈에 등장하는 연철로 만든 동전인 BD (Boys Detective) 배지에서 따 와서 탐정 (Detective Boys) 배지를 만들었다.
핫토리 헤이지나 쿠도 신이치처럼 흥미 위주의 사건에 많이 관여하며 방관자인 하이바라나 코난군을 제외한 나머지 구성원들의 공통적인 목표는 공을 세우는 것으로 이 목표는 종종 탐정단 전체를 난처하게 한 적이 많다. 또한, 암호 표를 보면 무조건 보물이 있는 장소로 연상하는 버릇을 가지고 있다.(민폐 탐정단)
멤버들이 가장 좋아하는 만화는 어린이 드라마 《가면 야이바》이며(본청 형사 사랑 이야기 6 및 관련 에피소드 참조) 코난 OVA - 10년 후의 이방인에선 테이탄 고교에 재학 중인 학생으로 나온다. 참고로 탐정 클럽이라는 동아리를 만들고 동아리 방에 모여 탐정단 시절 이야기를 나누는 것으로 보인다.

## 멤버(구성원)

### 에도가와 코난
탐정단의 실질적인 단장. 본인은 명확하게 입단의 의사를 제시하고 있지는 않았지만, 곧바로 코지마 군에 의해 실질적인 단원으로 포함되었다.
일본어판의 경우 타카야마 미나미(高山みなみ)가 에도가와 코난과 어릴 적 쿠도 신이치 목소리를 더빙하고 있다. 한국어 더빙판에서는 에도가와 코난의 경우 1기에서 최덕희가, 2기부터 김선혜가 맡고 있다. 영어 더빙판에서는 에도가와 코난 역을 앨리슨 빅토린(Alison Victorin)이 맡았다.
한국어 더빙판에서는 코난이라는 이름으로, 해외판에서는 코난 에도가와(Conan Edogawa)라는 이름으로 나온다.

### 하이바라 아이
탐정단의 실질적 부단장. 본인은 명확하게 입단의 의사를 제시하고 있지는 않았지만, 곧바로 아유미에 의해 실질적인 단원으로 포함되었다.
일본어판은 하야시바라 메구미(林原めぐみ)가 더빙을 하고 있으며, 한국어 더빙판은 우정신이 더빙을 하고 있다. 영어 더빙판에서는 브리나 팔렌시아(Brina Palencia)가 더빙을 맡았다.
한국어 더빙판에서는 홍장미라는 이름으로, 해외판에서는 애니타 헤일리(Anita Hailey)라는 이름으로 나온다.

### 코지마 겐타
코지마 겐타(일본어: 小嶋 元太, こじま げんた)는 탐정단의 명목상 단장이며 그가 단장이라고 해도 실질적인 단장은 코난이다.
키 143 cm, 체중은 40 kg (단지 크기로 보면, 아유미 신장의 1.5배, 가로 폭의 3배 정도는 된다)이다. 덧붙여서 영화 명탐정 코난 극장판 11기 감벽의 관에서는 45kg라고 말한다. 아유미는 "그것보다 더 살찌면 돼지에게 비웃음을 당해버린다"라고 할 정도의 크기이지만, 자신은 가볍게 받아넘기고 있다. 운동은 별로 하지 않은 것 같아서 조금만 달려도 숨이 헐떡거리는 장면을 잘 볼 수 있다. 수영도 서툴러 단지 7m밖에 헤엄칠 수 없는 것 같다. (극장판 9기 수평선상의 음모 내용) 머리는 주먹밥처럼 생겼고 머리에는 100원짜리 크기의 땜질이 있다. 그러나 그의 아버지는 33세의 건장한 미남이다.
성격이 급해서 항상 미츠히코와의 말싸움에서 지면 고함을 치고 가슴팍을 잡는 버릇이 있다. 또 조금 아빠 냄새가 나기는 하지만, 수상한 사람을 찾고 감지하는 데 남다르다. 계산하는 데 끙끙대는 것을 보면 머리는 좋지 않다. 살인이나 감금 등 험악한 일을 당했을 때도 돈이나 음식과 관련되면 단순한 행동을 하여 결과적으로 탐정단을 궁지에 빠뜨리는 경우도 있으며 상대가 어른인데도 존댓말을 거의 사용하지 않고 "너"라고 부르는 것을 봐선 멤버중에서 가장 태도가 나쁘다.
아유미에게 상냥하게 대하며 낚시도구를 가져다 주는 등 호의를 보이려고 한다.
이름은 소설가 고미네 하지메(小峰元)에서 파생되었다.
일본어판에서는 타카기 형사와 같은 담당 성우인 타카기 와타루(高木渉)가 더빙을 맡고 있으며, 한국어 더빙판은 17기까지 한인숙이 맡았다가 18기부터 김도희가 밑고 있다. 영어 더빙판은 시즌 4까지는 다먼 클라크(Dameon Clarke)가, 시즌 5부터는 마이크 맥파랜드(Mike McFarland)가 맡았다.
한국어 더빙판에서는 고뭉치라는 이름으로, 해외판에서는 조지 코지마(George Kojima), 혹은 조지 카민스키(George Kaminski)라는 이름으로 나온다.

### 요시다 아유미
요시다 아유미(일본어: 吉田 歩美, よしだ あゆみ)는 탐정단의 멤버로 하이바라 아이가 오기 전까지는 홍일점이었다. 시내의 고층 맨션(언뜻 보면 50층가량으로 보인다)의 30층에 거주하고 있다.
단발머리에다가 호기심이 많은 여자 아이로 추리보다는 수수께끼가 더 흥미가 있다. 순진하고 착한 마음이 있지만 거짓으로 울거나 겐타와 미츠히코를 이용하는 행동도 보였다. 체중은 15kg이다. 코난에게는 짝사랑으로 대하고 있고 가끔 초등학생의 수준을 벗어난 적극적인 행동이나 말로 코난에의 연정을 보여주었다. 그렇지만, 아유미는 코난이 완전히 관심이 없는 것을 알아차렸다. 이처럼 타인의 감정이나 구상에 대해서는 초등학생 수준을 넘을 정도로 민감하고, 타인의 연정 등에 대해 강한 부분이 있다.
천국으로의 카운트다운에서는 10년 후 아유미는 상당한 미인이 될 것 같다고 컴퓨터가 알려주었다. 하이바라 아이를 처음에는 경계해서 "하이바라씨"라고 부르고 있었지만, '돈으로 살 수 없는 우정' 사건을 계기로 친밀감을 담아 "아이쨩"이라고 부르게 되었다. 이전부터 그리 부르고 싶었지만 계속 주저해서 좀처럼 할 수 없었는데 이것을 계기로 두 명의 사이도 어느 정도 좋아졌고, 하이바라는 코난에게 "아유미를 울리면 가만 안 둔다"라고 하는 만큼이다. 여자아이라는 이유로 극장판이나, 일반 에피소드에서도 살인범이나 범인한테 인질이 되는 경우가 많다.
자신을 지칭할 경우에는 "아유미"라고 하며 가끔씩 "나(わたし)"라고 하기도 한다.
이름은 추리소설가인 기타가와 아유미(北川歩実)에서 파생되었다.
일본어판에서는 이와이 유키코(岩居由希子)가 더빙을 맡고 있으며, 한국어 더빙판은 1기에서는 임미진이, 7기에서는 박리나가 맡았으며, 2기에서 6기까지, 그리고 8기부터 여민정이 더빙을 맡고 있다. 영어 더빙판은 모니카 라이얼(Monica Rial)이 맡았다.
한국어 더빙판에서는 한아름이라는 이름으로, 해외판에서는 에이미 요시다(Amy Yoshida) 및 에이미 이거(Amy Yeager)라는 이름으로 나온다.

### 츠부라야 미츠히코
츠부라야 미츠히코(일본어: 円谷 光彦, つぶらや みつひこ)는 테이탄 초등학교 1-B반 소년 탐정단의 멤버로 평상시는 코난과 하이바라가 있기 때문에 강조되는 것은 적지만 두 사람이 부재중일 경우 탐정단의 두뇌로 활약한다. 몸무게는 20kg. 초등학생이면서 아는 지식이 많고, 보물지도를 찾는 에피소드에서 "ORO"라고 쓰인 암호를 "커서 (O) 부유한(R; rich) 보물 (O) " (일본어: 大きくて リッチな お宝)로 해석해, 아유미에게 "영어를 잘 할 수 있구나"라고 칭찬받았다. 부모님이 모두 교사로, 가정에서의 교육이 남다르다. 처음에는 약간의 반말투를 썼지만 가정 환경으로 말미암아 대부분 존댓말을 쓴다. 비록 만화 가면 야이바를 좋아하고 암호를 보자마자 보물을 연상하는 것으로 보아 보통 초등학생과 같은 것 같지만, 대다수 어른조차 읽을 수 없는 난해한 문장을 읽어 내리거나 미나모토노 요시츠네의 생애에 대해 말할 수 있다. 코난이나 하이바라도 칭찬할 정도로 초등학교 1학년의 수준을 넘어선 지식을 보유하고 있다.
예전에는 아유미를 좋아했지만, 나중에 신비로운 분위기를 지닌 하이바라 아이에게 마음이 흔들리게 된다.
이름은 추리소설가인 우치다 야스오(内田康夫)의 추리소설에 등장하는 아사미 미쓰히코(浅見光彦)에서 파생되었다.
일본어판에서는 오타니 이쿠에(大谷育江)가 더빙을 맡고 있으며, 한국어 더빙판의 경우 1기에서는 송연희가 2기에서 7기까지, 9기 이후부터는 정선혜가 더빙을 맡았으며 8기에는 김영은이 담당했었다.  영어 더빙판은 신디아 크랜즈(Cynthia Cranz)가 맡았다.
한국어 더빙판에서는 박세모라는 이름으로, 해외판에서는 밋치 츠부라야(Mitch Tsuburaya) 및 밋치 테니슨(Mitch Tennison)이라는 이름으로 나온다.

## 가까운 인물
담임 선생인 고바야시 스미코, 코난의 실질적 보호자인 아가사 박사, 그 외 자주 등장하여 탐정단과 다소 친분이 있는 캐릭터들을 제외한 몇몇 인물들을 첫등장 에피소드가 빠른 순으로 간략히 소개해 본다.
츠부라야 아사미 : '츠부라야 미츠히코'의 누나로 동생인 미츠히코와는 달리 다소 자유분방한 성격의 소유자이다. 한국어판에서는 이소은이 목소리를 맡았다.
아메미야 쇼코(우수빈) : '하이바라 아이'와 비슷한 점이 많으며 4학년 생으로 "굉장한 비밀의 통학로" 편에서 등장한다.
히가시오 마리아 : 관서에서 전학와 부끄럼을 많이 타는 여자 아이. 주사위 놀이를 좋아하며 사투리로 대화한다.
사카모토 타쿠마 : 한동안 학교를 쉰 후 뻥찐 캐릭터의 남자 아이. 겐타와 싸우나 나중에 자연스럽게 화해한다.
스기우라 카이토(민현우) : 코난군을 어느 누구보다도 신뢰하며 '흑백군'으로 별명을 지어 부르는 남자 아이로 나온다. 한국어판에서는 김율이 목소리를 맡았다.

## 참고 사항
1. ↑  애니메이션 공식 사이트에서도 코난이 겐타에게 "일단 소년 탐정단의 단장이다"라고 하고, 하이바라가 "뭐, 모양만 단장이지만"이라고 소개하고 있다.
2. ↑  참고로 한국어 더빙판에서는 이미 "홍장미"라는 번안명이 있으므로 감정 표현의 변경으로 차이점을 분명히 했다.
3. ↑  한국어판에서는 아름이라고 했으며, 이 부분은 극장판 1기, TV판 1기 3화, 6기 20화, 7기 39화 등에 등장한다.
4. ↑  한국어 더빙판에서는 어른들에게만 존댓말을 쓰고, 동갑이나 또래 아이들에게는 반말을 하는 것으로 바뀌었다.
5. ↑  중간에 성우의 컨디션 악화로 에피소드 425화에서 436화까지, 그리고 극장판 탐정들의 진혼가에서는 오리카사 아이(折笠愛)가 임시로 더빙을 하기도 했다.
6. ↑  경찰차의 색상이 흑백이며 경찰관도 놀랄 정도의 추리력을 소유한 코난군을 경찰차에 비유한 것이다. 마치 FBI 수사관 제임스 블랙이 경찰차를 판다차로 표현하여 자신의 위치를 알린 것과 같은 이치이다.

## 같이 보기
- 명탐정 코난 (애니메이션)
- 명탐정 코난의 OVA 목록
- 명탐정 코난의 등장인물